# Soufiane Bouchikhi
Soufiane Bouchikhi (Sint-Niklaas, 22 maart 1990) is een Belgisch voormalig atleet, die zich had toegelegd op de middellange en lange afstand en het veldlopen. Hij vertegenwoordigde zijn land bij diverse internationale kampioenschappen. Zijn beste prestatie is het winnen van een zilveren medaille bij de Europese kampioenschappen veldlopen voor atleten onder 23 jaar.

## Belgische kampioenschappen
| Onderdeel | Jaar       |
| --------- | ---------- |
| 5000 m    | 2021       |
| veldlopen | 2019, 2020 |

## Persoonlijke records
Outdoor
| Onderdeel | Prestatie | Datum            | Plaats     |
| --------- | --------- | ---------------- | ---------- |
| 1500 m    | 3.43,06   | 29 mei 2021      | Oordegem   |
| 3000 m    | 7.55,55   | 20 augustus 2017 | Birmingham |
| 5000 m    | 13.19,55  | 21 juli 2018     | Heusden    |
| 10.000 m  | 27.41,20  | 3 mei 2018       | Palo Alto  |

Indoor
| Onderdeel | Prestatie | Datum           | Plaats      |
| --------- | --------- | --------------- | ----------- |
| 1 mijl    | 4.07,85   | 8 januari 2013  | Bloomington |
| 3000 m    | 8.02,77   | 20 januari 2012 | Bloomington |
| 5000 m    | 13.57,74  | 9 maart 2012    | Nampa       |

Weg
| Onderdeel      | Prestatie | Datum             | Plaats     |
| -------------- | --------- | ----------------- | ---------- |
| 10 km          | 28.16     | 26 september 2021 | Manchester |
| halve marathon | 1:02.59   | 17 maart 2019     | New York   |
| marathon       | 2:12.39   | 21 maart 2021     | Dresden    |

## Palmares

### 5000 m
- 2011: 16e EK U23 in Ostrava - 14.32,71
- 2014: 15e EK in Zürich - 14.17,43
- 2017: 11e in serie WK - 13.28,64
- 2018: 10e EK in Berlijn - 13.25,22
- 2021:  BK AC - 13.33,98

### 10.000 m
- 2009: 7e EK junioren in Novi Sad- 31.46,38
- 2015: 5e Universiade in Gwangju - 29.24,21
- 2016: 8e EK in Amsterdam - 29.03,74
- 2018: 6e EK in Berlijn - 28.19,04
- 2019: 12de WK in Doha - 28.15,43

### halve marathon
- 2015: 4e Universiade in Gwangju - 1:06.04
- 2016: 28e EK in Amsterdam - 1:05.31
- 2018: 6e halve marathon van New York - 1:03.03
- 2019: 10e halve marathon van New York - 1:02.59
- 2023:  halve marathon van Egmond - 1:07.33

### marathon
- 2022: DNF EK in München

### veldlopen
- 2008: 39e EK junioren in Brussel
- 2009: 11e EK junioren in Dublin
- 2012:  EK U23 in Boedapest - 24.40
- 2013: 28e EK in Belgrado - 30.27
- 2013:  Landenklassement EK in Belgrado
- 2016: 14e EK in Chia (9.940 m) - 28.47
- 2017: 8e Great Edinburgh XC in Schotland
- 2017:  BK AC in Wachtebeke
- 2017: 5e EK in Samorin (10.200 m) - 30.04
- 2017:  Sylvestercross in Soest - 35.08
- 2018: 4e Great Edinburgh XC in Schotland
- 2018:  BK AC in Laken
- 2019:  BK AC in Laken
- 2019: 6e EK in Lissabon (10.225 m) - 30.41
- 2019:  Landenklassement EK in Lissabon
- 2019:  Sylvestercross in Soest - 35.08
- 2020:  BK AC in Laken
- 2022:  BK AC in Laken